# Ак-Татыр (Нарынская область)
Ак-Татыр (кирг. Ак-Татыр) — село в Жумгальском районе Нарынской области Кыргызстана. Входит в состав айылного аймака Чаек.

## География
Село расположено в северо-западной части области, на правом берегу реки Джумгал, у восточной окраины села Чаек, административного центра района. Абсолютная высота — 1680 метров над уровнем моря.

## Население
Согласно оценочным данным Национального статистического комитета Кыргызской Республики, численность населения села на начало 2023 года составляла 2775 человек.
| год     | 2009 | 2014 | 2015 | 2020 | 2021 | 2023 |
| ------- | ---- | ---- | ---- | ---- | ---- | ---- |
| человек | 1888 | 2760 | 2681 | 2721 | 2701 | 2775 |